# Жан Мішель Гандоге
Жан Міше́ль Ґандож́е (фр. Michel Gandoger або фр. Jean Michel Gandoger, 10 травня 1850 — 4 жовтня 1926) — французький ботанік, міколог та лікар.

## Біографія
Мішель Ґандоже народився 10 травня 1850 року.
Ґандоже, чий батько був багатим власником виноградників у Божоле, присвятив все своє життя вивченню ботаніки.
Мішель Ґандоже зібрав гербарій із 800 000 примірників, розподілених у 5000 ескізах.
Він присвятив себе ботанічним дослідженням Середземномор'я, збираючи екземпляри на Криті, у Іспанії, Португалії та Алжирі. Ґандоже зробив значний внесок у ботаніку, описавши багато видів рослин.
Мішель Ґандоже помер 4 жовтня 1926 року.

## Наукова діяльність
Спеціалізувався на папоротеподібних, насіннєвих рослинах та на мікології.

## Публікації
- 1875. Flore Lyonnaise et des départements du sud-est, comprenant l'analyse des plantes spontanées et des plantes cultivées comme industrielles ou ornementales. Paris, Lyon (Lecoffre fils et Cie). [I]—VII, [I]—LIV, [1]—322[2].
- 1882. Revue du genre Polygonum. Paris, F. Savy: [1]—66[2].
- 1883—1891. Flora europaea. 27 volumes[2].
- 1884. Herborisations dans les Pyrénées. Paris, F. Savy, Londres, R. Quaritch, Berlin, Friedland: 74 pp[2].
- Monographie mondiale des Crucifères (3 volumes. 25000 espèces)[2].

## Вшанування
На його честь були названі такі види рослин:
- Mulinum gandogeri M.Hiroe[5]
- Anthurium gandogeri Sodiro in Gand.[6]
- Hieracium gandogeri (Zahn) Zahn[7]
- Sonchus gandogeri Pit.[8]
- Halimium gandogeri Janch.[9]
- Carex gandogeri H.Lév. ex Gand.[10]
- Anthyllis gandogeri Sagorski[11]
- Brachypodium gandogeri Hack. ex Gand.[12]
- Nardurus gandogeri Gredilla[13]
- Poa gandogeri Fedde[14]
- Leucadendron gandogeri Schinz ex Gand.[15]